# A-maze-ing Laughter
A-maze-ing Laughter est un ensemble de sculptures en bronze réalisé par Yue Minjun en 2009, située à Morton Park à Vancouver, Colombie-Britannique, Canada.